# Байнам, Хуанита
Хуанита Байнам (англ. Juanita Bynum, род. 16 января 1959, Чикаго, Иллинойс) — американская певица жанра госпел, пастор и писательница.
В 2006 году она выпустила альбом под названием Piece of My Passion, который достиг 55-го места в чарте Billboard 200. Газета New York Times назвала её «самой выдающейся чернокожей женщиной-проповедницей по телевидению в стране». Она является автором романа «Гумно» (англ. The Threshing Floor).

## Дискография
- Piece of My Passion (2006)
- Gospel Goes Classical (с Джонатаном Батлером[англ.]) (2006)[9][10]
- Morning Glory (2010)[11]
- Pour my Love on you (2012)